# Casamatas ao Areal de Santa Bárbara

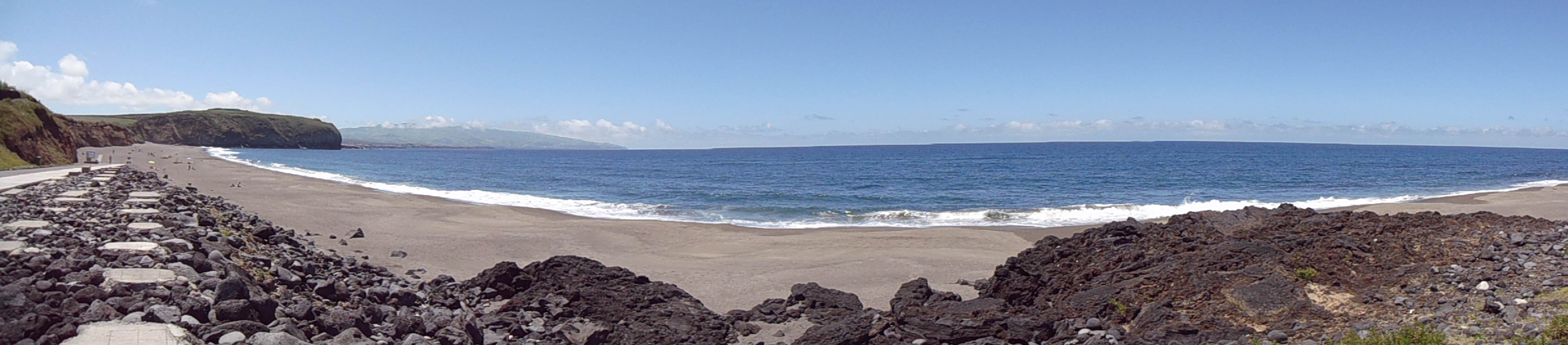
Areal de Santa Bárbara.

As Casamatas ao Areal de Santa Bárbara localizam-se no areal de Santa Bárbara, no bairro do Bandejo, na freguesia de Ribeira Seca, concelho da Ribeira Grande, na ilha de São Miguel, nos Açores.
Com cerca de um quilómetro de extensão, no passado o areal foi utilizado apenas para a extração de inertes. A partir de 1992, com a proibição da extração de areia, passou a ser utilizado como espaço de lazer pela população. Atualmente constitui-se em uma das mais apreciadas praias da ilha, não apenas como zona balnear, mas também para a prática de desportos náuticos, nomeadamente o "bodyboard".

## História
Em 1942, no contexto da Segunda Guerra Mundial, a este a oeste do bairro do Bandejo foram construídas casamatas para abrigar baterias de artilharia de costa. Aquelas localizadas no extremo oeste da praia da Ribeira Grande foram destruídas cerca de quarenta anos mais tarde pela erosão marinha.
As que foram construídas a este, à entrada da praia de Santa Bárbara ainda se mantêm, embora tivessem ficado abandonadas e em ruínas.
Estas posições tinham a função de defesa da costa e do Aeródromo de Santana, a sul do areal, então o único na ilha.
Em 2008 estas casamatas estavam cobertas com uma camada de cerca de um metro de areia, pedra e lixo, tendo sido promovida uma intervenção de limpeza por iniciativa da Junta de Freguesia da Ribeira Seca (19 de maio de 2008), que permitiu a circulação em seu interior com maior segurança.

## Características
Constituem-se em um conjunto de duas posições de metralhadoras pesadas e respectivos acessos (em número de três), ligadas entre si por túneis abobadados com três respiradouros.
A entrada nº 1 (mais a sul do conjunto) eleva-se nas rochas e apresenta dois rasgos de observação, virados a norte e a oeste. Acede uma escada em "L", do lado direito, para acesso aos túneis e à primeira posição de metralhadora, voltada para a enseada, sendo atualmente invisível do exterior devido a um desmoronamento. Próximo a entrada, no túnel que liga à outra posição, encontram-se dois respiradouros. O terceiro situa-se no mesmo túnel, perto da segunda posição.
A entrada nº 2 situa-se a nordeste da de nº 1 e encontra-se inserida nas rochas, acedida por um conjunto de cinco degraus. Na parede do túnel fronteiro a esta entrada encontra-se uma inscrição com a data de construção e o símbolo da companhia que ergueu o conjunto: "3ª Cª. S. / 1942". Ao lado esquerdo desta entrada fica a segunda posição de metralhadora, voltada para o areal. Esta constitui-se num compartimento retangular, abobadado, que ainda conserva a peanha de apoio da arma. No exterior, por cima desta entrada, é visível a sua cobertura em betão.
A entrada nº 3 (mais a leste do conjunto) é acedida por uma escada que contorna as rochas e desce em direção a um vão bem conservado.
O túnel que une as entradas nº 3 e nº 2 e que conduz à segunda posição apresenta um pé-direito com cerca de dois metros, enquanto que o outro túnel tem uma altura muito reduzida.
A construção é de tipo misto, empregando alvenaria de pedra, pedra aparelhada (nos túneis e compartimentos abobadados) e betão. Os vãos são regularizados. Primitivamente todo o conjunto estaria camuflado. Atualmente os túneis estão assoreados.